# Liberty, Quận Grant, Wisconsin
Liberty là một thị trấn thuộc quận Grant, tiểu bang Wisconsin, Hoa Kỳ. Năm 2010, dân số của thị trấn này là 550 người.